# Shiho Tanaka

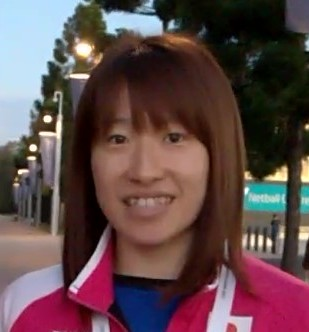
Tanaka bei den Australia Open 2017 in Sydney

Shiho Tanaka (japanisch 田中志穗; * 5. September 1992 in der Präfektur Kumamoto) ist eine japanische Badmintonspielerin.

## Karriere
Nachdem Tanaka bei den Vietnam International 2011 bereits Dritte wurde, gelang ihr an der Seite von Miri Ichimaru ihr erster internationaler Erfolg bei den Osaka International 2011. Vier Jahre später erreichte sie mit ihrer neuen Doppelpartnerin Koharu Yonemoto bei der Japanischen Meisterschaft 2015 und den internationalen Meisterschaften von Kanada und Neuseeland das Podium und zog ins Endspiel der Chinese Taipei Open 2015 ein. Für die Hōsei-Universität trat sie bei der Sommer-Universiade 2015 im Dameneinzel an und gewann die Bronzemedaille. Im folgenden Jahr erreichte Tanaka das Finale der nationalen Meisterschaft und im internationalen Wettbewerb bei den Chinese Taipei Open 2016 und den Vietnam International 2016. Mit ihrem Titel bei den US Open 2016 gewann sie zum ersten Mal bei einem Wettbewerb des BWF Grand Prixs. Bei Wettbewerben der BWF Super Series zog Tanaka mit Yonemoto ins Endspiel der Denmark Open 2017 ein, siegte bei den India Open 2017 und zum Jahresabschluss beim Finale der Turnierserie in Dubai. Mit der japanischen Nationalmannschaft triumphierte sie bei der Mannschaftsasienmeisterschaft 2017, wurde bei der Weltmeisterschaft der Nationalteams, dem Sudirman Cup 2017 Dritte und kam bei der Japanischen Meisterschaft 2017 unter die besten drei.
2018 wurde Tanaka bei den Denmark Open Zweite und gewann bei den Weltmeisterschaften 2018 im Damendoppel die Bronzemedaille. Mit dem japanischen Damenteam siegte sie bei Mannschaftsasienmeisterschaften 2018 und wurde mit der Mannschaft beim Uber Cup 2018 Weltmeisterin. Im nächsten Jahr triumphierte Tanaka zum ersten Mal bei einem Turnier der BWF World Tour, als sie bei den Thailand Open 2019 siegte. Bei der Kontinentalmeisterschaft in Hong Kong war sie Teil der japanischen Auswahl, die die Silbermedaille erspielte. Im Viertelfinale der Weltmeisterschaften 2019 zog sich ihre langjährige Doppelpartnerin eine Verletzung zu. Eine geplante Rückkehr im folgenden Jahr wurde durch die COVID-19-Pandemie verhindert und Anfang 2021 gab das Duo bekannt, dass sie ihre aktiven sportlichen Karrieren beenden werden. Im Anschluss nahm Tanaka einen Job als Trainerin ihres alten Teams an.

## Sportliche Erfolge
| Jahr | Veranstaltung                 | Platz | Disziplin   | Spielpartner    |
| ---- | ----------------------------- | ----- | ----------- | --------------- |
| 2011 | Vietnam International 2011    | 3.    | Damendoppel | Miri Ichimaru   |
| 2011 | Osaka International 2011      | 1.    | Damendoppel | Miri Ichimaru   |
| 2015 | Chinese Taipei Open 2015      | 2.    | Damendoppel | Koharu Yonemoto |
| 2015 | Canada Open 2015              | 3.    | Damendoppel | Koharu Yonemoto |
| 2015 | New Zealand Open 2015         | 3.    | Damendoppel | Koharu Yonemoto |
| 2015 | Sommer-Universiade 2015       | 3.    | Dameneinzel |                 |
| 2015 | Japanische Meisterschaft 2015 | 3.    | Damendoppel | Koharu Yonemoto |
| 2016 | Vietnam International 2016    | 2.    | Damendoppel | Koharu Yonemoto |
| 2016 | US Open 2016                  | 1.    | Damendoppel | Koharu Yonemoto |
| 2016 | Japan Open 2016               | 3.    | Damendoppel | Koharu Yonemoto |
| 2016 | Chinese Taipei Open 2016      | 2.    | Damendoppel | Koharu Yonemoto |
| 2016 | Japanische Meisterschaft 2016 | 2.    | Damendoppel | Koharu Yonemoto |
| 2017 | German Open 2017              | 3.    | Damendoppel | Koharu Yonemoto |
| 2017 | India Open 2017               | 1.    | Damendoppel | Koharu Yonemoto |
| 2017 | Indonesia Open 2017           | 3.    | Damendoppel | Koharu Yonemoto |
| 2017 | Denmark Open 2017             | 2.    | Damendoppel | Koharu Yonemoto |
| 2017 | China Open 2017               | 3.    | Damendoppel | Koharu Yonemoto |
| 2017 | BWF Superseries Finale 2017   | 1.    | Damendoppel | Koharu Yonemoto |
| 2017 | Asienmeisterschaft 2017       | 1.    | Mannschaft  | Japan           |
| 2017 | Sudirman Cup 2017             | 3.    | Mannschaft  | Japan           |
| 2017 | Japanische Meisterschaft 2017 | 3.    | Damendoppel | Koharu Yonemoto |
| 2018 | All England 2018              | 3.    | Damendoppel | Koharu Yonemoto |
| 2018 | Thailand Open 2018            | 3.    | Damendoppel | Koharu Yonemoto |
| 2018 | Weltmeisterschaft 2018        | 3.    | Damendoppel | Koharu Yonemoto |
| 2018 | Korea Open 2018               | 3.    | Damendoppel | Koharu Yonemoto |
| 2018 | Denmark Open 2018             | 2.    | Damendoppel | Koharu Yonemoto |
| 2018 | Hong Kong Open 2018           | 3.    | Damendoppel | Koharu Yonemoto |
| 2018 | Asienmeisterschaft 2018       | 1.    | Mannschaft  | Japan           |
| 2018 | Uber Cup 2018                 | 1.    | Mannschaft  | Japan           |
| 2019 | All England 2019              | 3.    | Damendoppel | Koharu Yonemoto |
| 2019 | Thailand Open 2019            | 1.    | Damendoppel | Koharu Yonemoto |
| 2019 | Asienmeisterschaft 2019       | 2.    | Mannschaft  | Japan           |